# Ephesia mariana
Ephesia mariana là một loài bướm đêm trong họ Noctuidae.